# Triathlon vid olympiska sommarspelen
Triathlon har funnits med på det olympiska sommarsportschemat sedan olympiska sommarspelen 2000 i Sydney. Det anordnas av International Triathlon Union (internationella triathlonförbundet).

## Historia
Vid de olympiska sommarspelen 2000 fanns triathlon med för första gången. 48 damer och 52 herrar tävlade i respektive grenar. Sträckorna som användes är internationella: 1,5 km simning, 40 km cykling samt 10 kilometer löpning. Den andra tävlingen 2004 hade samma distanser, men 50 herrar och 50 damer tävlade.

## Medaljtabell
De 30 medaljerna som delats ut har vunnits av tretton olika nationer.
| Pl. | Nation         | Guld | Silver | Brons | Totalt |
| --- | -------------- | ---- | ------ | ----- | ------ |
| 1   | Storbritannien | 2    | 1      | 2     | 5      |
| 1   | Schweiz        | 2    | 1      | 2     | 5      |
| 3   | Australien     | 1    | 2      | 2     | 5      |
| 4   | Nya Zeeland    | 1    | 1      | 1     | 3      |
| 5   | Kanada         | 1    | 1      | 0     | 2      |
| 5   | Tyskland       | 1    | 1      | 0     | 2      |
| 7   | USA            | 1    | 0      | 1     | 2      |
| 8   | Österrike      | 1    | 0      | 0     | 1      |
| 9   | Portugal       | 0    | 1      | 0     | 1      |
| 9   | Spanien        | 0    | 1      | 0     | 1      |
| 9   | Sverige        | 0    | 1      | 0     | 1      |
| 12  | Tjeckien       | 0    | 0      | 1     | 1      |
| 12  | Sydafrika      | 0    | 0      | 1     | 1      |

## Guldmedaljörer
| Guldmedaljörer | Guldmedaljörer                    | Guldmedaljörer            |
| -------------- | --------------------------------- | ------------------------- |
| År             | Herrar                            | Damer                     |
| 2000           | Simon Whitfield, Kanada           | Brigitte McMahon, Schweiz |
| 2004           | Hamish Carter, Nya Zeeland        | Kate Allen, Österrike     |
| 2008           | Jan Frodeno, Tyskland             | Emma Snowsill, Australien |
| 2012           | Alistair Brownlee, Storbritannien | Nicola Spirig, Schweiz    |
| 2016           | Alistair Brownlee, Storbritannien | Gwen Jorgensen, USA       |

## Kvalifikation
Kvalifikationen för 2008 (och i huvudsak även tidigare) sker i huvudsak via ett fastlagt system som sköts av internationella triathlonförbundet. Dels för de bästa i VM i triathlon, samt segrarna i kontinentala mästerskap, och dels via ranking baserat på olika internationella tävlingar. Se Triathlon vid Olympiska sommarspelen 2008 för detaljer.

## Tävlingen
Två grenar hålls vid varje olympiskt spel: en för herrar och en för damer. Båda har distanserna 1,5 km simning, 40 km cykling och 10 km löpning. Från olympiska sommarspelen 2020 kommer även en tävling i mixed-stafett på kortare distanser att hållas.

## Nationer
Följande nationer har deltagit i triathlon vid olympiska sommarspelen:
| Nation                  | 00 | 04 | 08 | 12 | 16 | ! Totalt |
| ----------------------- | -- | -- | -- | -- | -- | -------- |
| Argentina               | M  | B  | –  | M  | M  | 4        |
| Australien              | B  | B  | B  | B  | B  | 5        |
| Österrike               | M  | B  | B  | B  | B  | 5        |
| Azerbajdzjan            | –  | –  | –  | –  | M  | 1        |
| Barbados                | –  | –  | –  | –  | M  | 1        |
| Belgien                 | W  | W  | M  | B  | B  | 5        |
| Bermuda                 | –  | M  | W  | B  | W  | 4        |
| Brasilien               | B  | B  | B  | B  | B  | 5        |
| Kanada                  | B  | B  | B  | B  | B  | 4        |
| Chile                   | M  | –  | W  | B  | W  | 4        |
| Kina                    | W  | W  | B  | B  | B  | 5        |
| Colombia                | W  | W  | –  | M  | –  | 3        |
| Costa Rica              | W  | –  | –  | M  | M  | 3        |
| Tjeckien                | B  | B  | B  | B  | W  | 5        |
| Danmark                 | B  | M  | M  | W  | M  | 5        |
| Ecuador                 | –  | –  | –  | W  | W  | 2        |
| Estland                 | –  | M  | M  | –  | W  | 3        |
| Frankrike               | B  | B  | B  | B  | B  | 5        |
| Tyskland                | B  | B  | B  | B  | B  | 5        |
| Storbritannien          | B  | B  | B  | B  | B  | 5        |
| Grekland                | M  | M  | W  | –  | –  | 3        |
| Hongkong                | –  | M  | B  | –  | –  | 2        |
| Ungern                  | B  | B  | B  | W  | B  | 5        |
| Irland                  | –  | –  | W  | B  | B  | 3        |
| Israel                  | –  | –  | –  | –  | M  | 1        |
| Italien                 | B  | W  | B  | B  | B  | 5        |
| Jamaica                 | W  | –  | –  | –  | –  | 1        |
| Japan                   | B  | B  | B  | B  | B  | 5        |
| Jordanien               | –  | –  | –  | –  | M  | 1        |
| Kazakstan               | M  | B  | M  | –  | –  | 3        |
| Luxemburg               | W  | W  | B  | –  | –  | 3        |
| Mauritius               | –  | –  | –  | W  | W  | 2        |
| Mexiko                  | –  | M  | B  | B  | B  | 4        |
| Monaco                  | –  | –  | –  | M  | –  | 1        |
| Nederländerna           | B  | W  | B  | W  | W  | 5        |
| Nederländska Antillerna | M  | –  | –  | –  | –  | 1        |
| Nya Zeeland             | B  | B  | B  | B  | B  | 5        |
| Polen                   | –  | –  | B  | B  | W  | 3        |
| Portugal                | –  | W  | B  | M  | M  | 4        |
| Ryssland                | W  | B  | B  | B  | B  | 5        |
| Slovakien               | –  | –  | M  | M  | M  | 3        |
| Slovenien               | –  | –  | –  | W  | W  | 2        |
| Sydafrika               | B  | B  | W  | B  | B  | 5        |
| Sydkorea                | –  | –  | –  | M  | –  | 1        |
| Spanien                 | B  | B  | B  | B  | B  | 5        |
| Sverige                 | M  | –  | W  | W  | W  | 4        |
| Schweiz                 | B  | B  | B  | B  | B  | 5        |
| Syrien                  | –  | –  | M  | –  | –  | 1        |
| Ukraina                 | M  | M  | B  | B  | B  | 5        |
| USA                     | B  | B  | B  | B  | B  | 5        |
| Venezuela               | M  | M  | –  | –  | –  | 2        |
| Zimbabwe                | M  | –  | M  | M  | –  | 3        |
| Nationer                | 34 | 33 | 36 | 39 | 38 | 52       |
| År                      | 00 | 04 | 08 | 12 | 16 | Totalt   |

Förkortningar: H eller M - endast herrar; D eller W - endast damer; B - båda.

## Rekord
På grund av variationsmöjligheterna, bland annat varierande exakt banlängd och kupering vid de olika spelen hålls inte officiella rekord i triathlon, i alla fall inte av International Triathlon Union.
Kuperingen i Sydney var lättare än den i Aten och Beijing. Tiderna påverkas också av om någon eller några drar hårt i cyklingen, vilket skedde för herrar 2000 och damer 2008.
- Herrar: Alistair Brownlee, Storbritannien - 1:46:25, 2012
- Damer: Emma Snowsill, Australien - 1:58:27.66, 2008